# Фабіано Каруана
Фабіа́но Каруа́на (нар. 30 липня 1992, Маямі (Флорида, США) — італо-американський шахіст,  гросмейстер (2007, у віці 14 років, 11 місяців, 20 днів).
Народився в США у родині італійців. Грав за США до 2005 року, потім перейшов до Італії. У 2007 здобув титул гросмейстера, того ж року виграв свій перший чемпіонат Італії із шахів (загалом чотириразовий чемпіон). Переміг на турнірі Дортмунд тричі, на турнірі Сент-Луїс двічі. У червні 2015 року повернувся під прапор США.
Переможець серії Гран-прі ФІДЕ 2014/2015, друге місце у Турнірі претендентів 2016. Переміг на Чемпіонаті США 2016.  Здобув командне золото (США) та індивідуальну бронзу на Шаховій олімпіаді 2016. Виграв Лондон 2017. Переміг на Турнірі претендентів 2018 року, програв матч за звання чемпіона світу із шахів 2018 Магнусу Карлсену у тай-брейку. Також є переможцем Grenke Chess Classic 2018, Ставангер 2018.
Його рейтинг станом на червень 2025 року — 2777 (4-те місце у світі, 2-ге — в США).

## Біографія
Народився у Флориді і з 1996 року проживає в Брукліні, Нью-Йорк. Його мати була родом з Італії. Каруана — член організації Mensa International із коефіцієнтом інтелекту 184.
У 2002 р. він викликав захват у всіх, розгромивши у віці десяти років міжнародного гросмейстера Олександра Войткілевича.
Фабіано виграв два всеамериканські молодіжні чемпіонати, в 2002 р. у Аргентині та в 2003 в Колумбії.
Майстер ФІДЕ з 2002 р., отримав титул міжнародного майстра у 2006 р. 15 червня 2007 р. Каруана здобув третю й останню норму для титулу міжнародного гросмейстера. Таким чином, він став наймолодшим гросмейстером в історії Італії й одним із наймолодших у світі. Титул був затверджений ФІДЕ у вересні 2007.
У 2006 р. Каруана посів друге місце в Італійському шаховому чемпіонаті, вигравши в п'ятий раз у гросмейстера Мікеля Годену.
З липня 2007 р. Каруана вважають першим в Італії за ЕЛО рейтингом. Таким чином, з рейтингом 2549 він також і перший у світі серед юнаків до 16 років та входить у двадцятку найкращих юніорів світу.
4 грудня 2007 року він переміг у чемпіонат Італії, набравши 9½ з 11 очок, і випередивши своїх найближчих суперників міжнародного майстра Сабіно Брунелло і гросмейстера Карлоса Гарсію Палермо на три очки.

### 2012
У квітні 2012 року, набравши 7½ з 9 очок (+6-0=3), Каруана став переможцем 27-го міжнародного опен-турніру «Reykjavik Open 2012».
У червні 2012 року Фабіано Каруана посів 2 місце на турнірі 22 категорії Меморіал Таля з результатом 5 з 9 очок (+3-2=4), відставши від перможця турніру Магнуса Карлсена на пів очка.
У грудні 2012 року Каруана розділив 4-6 місця на другому етапі серії Гран-прі ФІДЕ 2012—2013 років набравши 6 очок з 11 можливих (+3-2=6).

### 2013

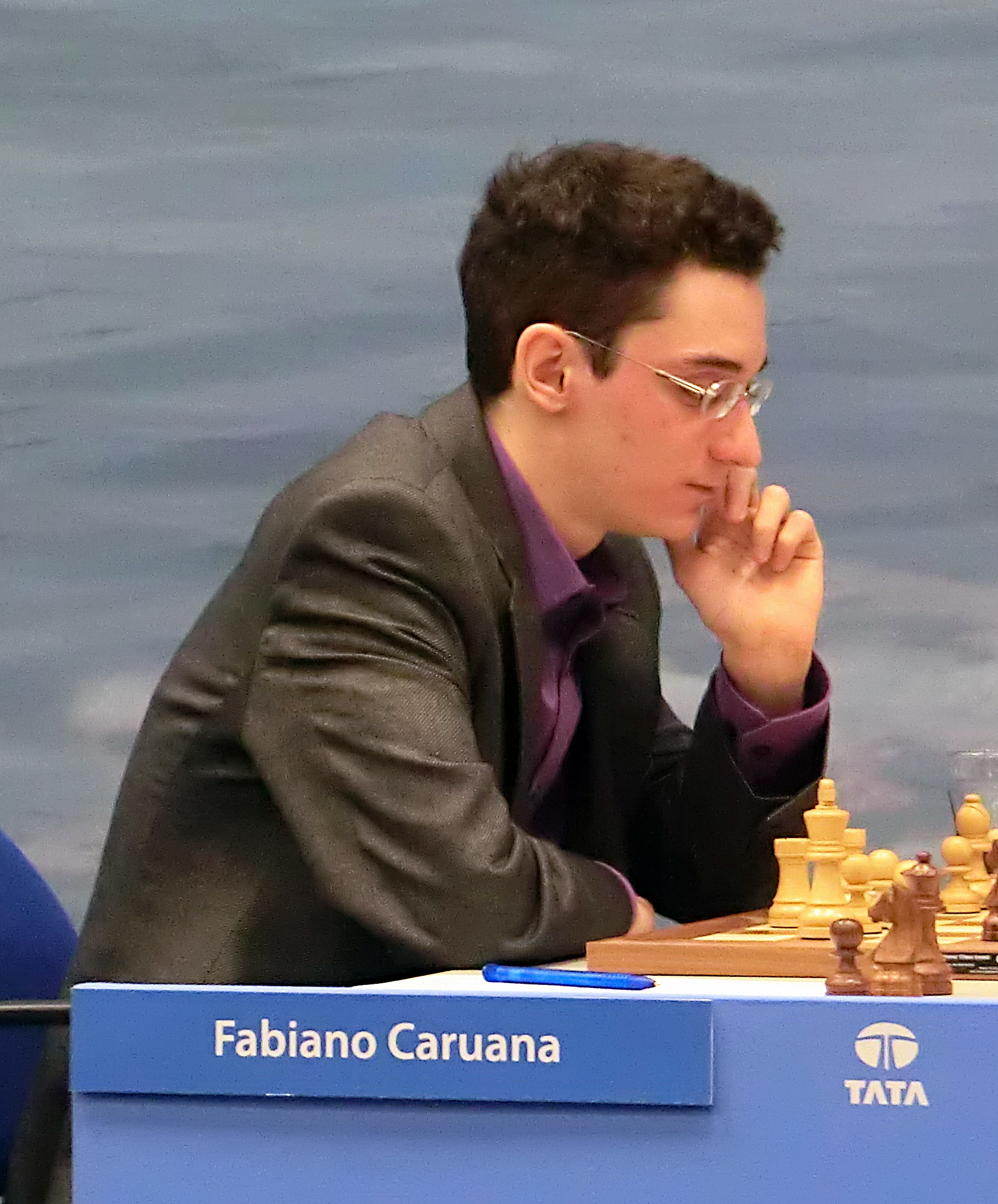
Вейк-ан-Зеє, 2013 рік

У січні 2013 року посів 12 місце на «ТАТА Стіл турнір». Його результат 5 очок з 13 можливих (+2-5=6).
У квітні 2012 року Фабіано разом з Русланом Пономарьовим розділив 3-4 місця на третьому етапі серії Гран-прі ФІДЕ 2012—2013 років набравши 6 очок з 11 можливих (+3-2=6).
У травні 2013 року Каруана розділив 2-3 місця з Гатою Камським на четвертому етапі серії Гран-прі ФІДЕ 2012—2013 років набравши 7½ очок з 11 можливих (+5-1=5).
У червні 2013 року Фабіано Каруана розділив 3-5 місця на супертурнірі найвищої 22 категорії Меморіал Таля з результатом 5 з 9 очок (+3-2=4).
З 26 липня по 4 серпня 2013 року Каруана грав на міжнародному щорічному турнірі, який проходив в німецькому місті Дортмунд, та набравши 4 очка з 9 можливих (+2-3=4), Фабіано розділив 5-8 місця серед 10 шахістів.
У серпні 2013 року на кубку світу ФІДЕ дійшов до чвертьфіналу, де поступився на тай-брейку французу Максиму Ваш'є-Лаграву з рахунком 1½-2½.
У жовтні 2013 року Фабіано Каруана розділив 1-2 місця з Борисом Гельфандом на шостому етапі серії Гран-прі ФІДЕ 2012—2013 років набравши 7 очок з 11 можливих (+4-1=6). В загальному заліку серії гран-прі ФІДЕ Каруана набравши 380 очок посів третє місце, та не зміг кваліфікуватися на претендентський турнір 2014 року.
З 6 по 16 жовтня Каруана взяв участь в турнірі 20 категорії «Kings Tournament 2013», що проходив в Бухаресті. З результатом 5 очок з 8 можливих (+3-1=4) Фабіано святкував перемогу, випередивши найближчого переслідувача китайського шахіста Ван Хао на ½ очка. Турнірний перфоменс Каруани склав 2808 очка.
На командному чемпіонаті Європи, що проходив в листопаді в Варшаві, Фабіано Каруана набравши 6 очок з 9 можливих (+4=4-1), показав п'ятий результат на першій дошці (турнірний перфоменс склав 2774 очка). Таким чином Фабіано допоміг не дуже сильній збірній Італії зайняти 12 місце серед 38 країн.

### 2014
У січні 2014 року Фабіано з результатом 6 очок з 11 можливих (+4-3=4) посів 4-те місце на турнірі 20 категорії в Вейк-Ан-Зеє.
У лютому Каруана разом з Левоном Ароняном набравши 9 очок з 15 можливих розділив 2-3 місця на турнірі XXIII категорії Zurich Chess Challenge. При цьому Фабіано набравши 4 очка з 5 можливих (+3-0=2) став переможцем другої частини турніру, що проходила в форматі швидких шахів, в турнірі з класичним контролем часу Фабіано посів 3-є місце набравши 5 з 10 очок (+1-1=3).
У квітні 2014 року з результатом 5½ з 10 можливих очок (+3-2=5) посів 2-е місце на турнірі XXI категорії «Меморіал Вугара Гашимова».
У червні 2014 року Каруана з результатом 4½ з 9 можливих очок (+2-2=5) посів 4-е місце на турнірі XXI категорії Norway Chess 2014, що проходив в місті Ставангер.
У червні 2014 року в Дубаї Фабіано Каруана з результатом 10½ очок з 15 можливих (+8-2=5), посів 3 місце на чемпіонаті світу з рапіду, та з результатом 11½ з 21 можливого очка (+10-8=3) розділив 35-41 місця на чемпіонаті світу з бліцу.
У липні 2014 року Каруана став переможцем турніру «Sparkassen Chess Meeting», що проходив у Дортмунді. Набравши 5½ очко з 7 можливих (+4-0=3) Фабіано на 1½ очка випередив найближчих переслідувачів, його турнірний перфоманс при цьому склав 2930 очка.
У серпні 2014 року виступаючи на першій дошці в Шаховій олімпіаді, що проходила в Тромсе, Фабіано Каруана набрав 6½ очок з 9 можливих (+5-1=3), та незважаючи на непоганий виступ Каруани, посередня збірна Італії посіла лише 52 місце серед 177 країн.
У вересні 2014 року набравши 7½ очок з 8 можливих Фабіано Каруана за 2 тури до фінішу став переможцем турніру з найвищою в історії XXIII категорією «The 2014 Sinquefield Cup», що проходив в Сент-Луїсі. При цьому він встановив унікальне досягнення здобувши 7 поспіль перемог над суперниками з першої десятки рейтингу ФІДЕ. Зігравши дві нічиї в заключних партіях, Фабіано закінчив турнір з результатом 8½ з 10 можливих очок (+7-0=3), при цьому турнірний перфоменс склав неймовірні 3103 очка.
У жовтні 2014 року Каруана разом з Борисом Гельфандом розділив 1-2 місця на першому етапі серії Гран-прі ФІДЕ 2014—2015 років набравши 6½ очок з 11 можливих (+4-2=5).
У листопаді 2014 року з результатом 6 очок з 11 можливих (+2-1=8) розділив 4-7 місця на другому етапі Гран-прі ФІДЕ 2014/2015, що проходив у Ташкенті.
У грудні 2014 Каруана набравши 4 очка з 15 можливих (+0-1=4) посів останнє 6 місце на турнірі «London Chess Classic». Також Фабіано Каруана з результатом 8 очок з 10 можливих (+7-1=2) посів 3 місце на турнірі з швидких шахів та з результатом 9 очок з 30 можливих (+3-7=0) останнє 6 місце на турнірі з блискавичних шахів, що проходили в рамках Лондонського шахового фестиваля.

### 2015
У січні 2015 року Фабіано Каруана з результатом 7 очок з 13 можливих (+4-3=6) посів 7 місце на турнірі XX категорії, що проходив у Вейк-ан-Зеє.
У лютому 2015 року разом з Майклом Адамсом розділив 3-4 місця (за додатковим показником — 4 місце) на міжнародному турнірі, що проходив в Баден-Бадені. Результат Каруани 4 очка з 7 можливих (+1-0=6), турнірний перфоманс — 2792 очка. Декілька днів потому Каруана взяв участь у турнірі «Zurich Chess Challenge 2015» що проходив в Цюриху, та набравши 5½ очок з 15 можливих за сумою двох дисциплін (класика — 4 очки, рапід — 1½ очка) посів останнє 6 місце.
У квітні 2015 року посів 4-е місце на турнірі «Меморіал Вугара Гашимова». Його результат 5 очок з 9 можливих (+2-1=6).
У травні 2015 року з результатом 6½ очок з 11 можливих (+3-1=7) Каруана розділив 1-3 місця на четвертому етапі Гран-прі ФІДЕ 2014/2015, що проходив у Ханти-Мансійську. Таким чином, Фабіано, набравши 370 очок у загальному заліку, став переможцем серії Гран-прі ФІДЕ 2014/2015. Крім того, як переможець серії, італієць зумів кваліфікуватися у турнір претендентів на шахову корону, що відбудеться у 2016 році.
У червні 2015 року набравши 4 очки з 9 можливих (+1-2=6) розділив 5-6 місця на турнірі XXI категорії «Norway Chess 2015» (перший етап Grand Chess Tour 2015), що проходив в місті Ставангер.
У липні 2015 року вдруге поспіль переміг на турнірі «Sparkassen Chess Meeting», що проходив у Дортмунді. Набравши 5½ очко з 7 можливих (+5-1=1) Фабіано на 1½ очка випередив найближчих переслідувачів, його турнірний перфоманс при цьому склав 2938 очок.
На початку вересня 2015 року Фабіано посів 8-е місце на турнірі «The 2015 Sinquefield Cup» (другий етап Grand Chess Tour), що проходив у Сент-Луїсі. Його результат — 3½ очок з 9 можливих (+1-3=5). А також дійшов до 1/8 фіналу кубку світу ФІДЕ, де поступився Шахріяру Мамед'ярову з рахунком ½ на 1½ очка.
У жовтні 2015 року з результатом 7 очок з 9 можливих (+5-0=4) розділив 5-9 місця на турнірі «Millionaire Chess», що проходив у Лас-Вегасі.
У грудні 2015 року, з результатом 4½ очок з 9 можливих (+0-0=9), посів 5 місце на турнірі «London Chess Classic 2015». Крім того, набравши 15 залікових очок, Фабіано посів 7 місце за підсумками серії турнірів «Grand Chess Tour 2015».

### 2016

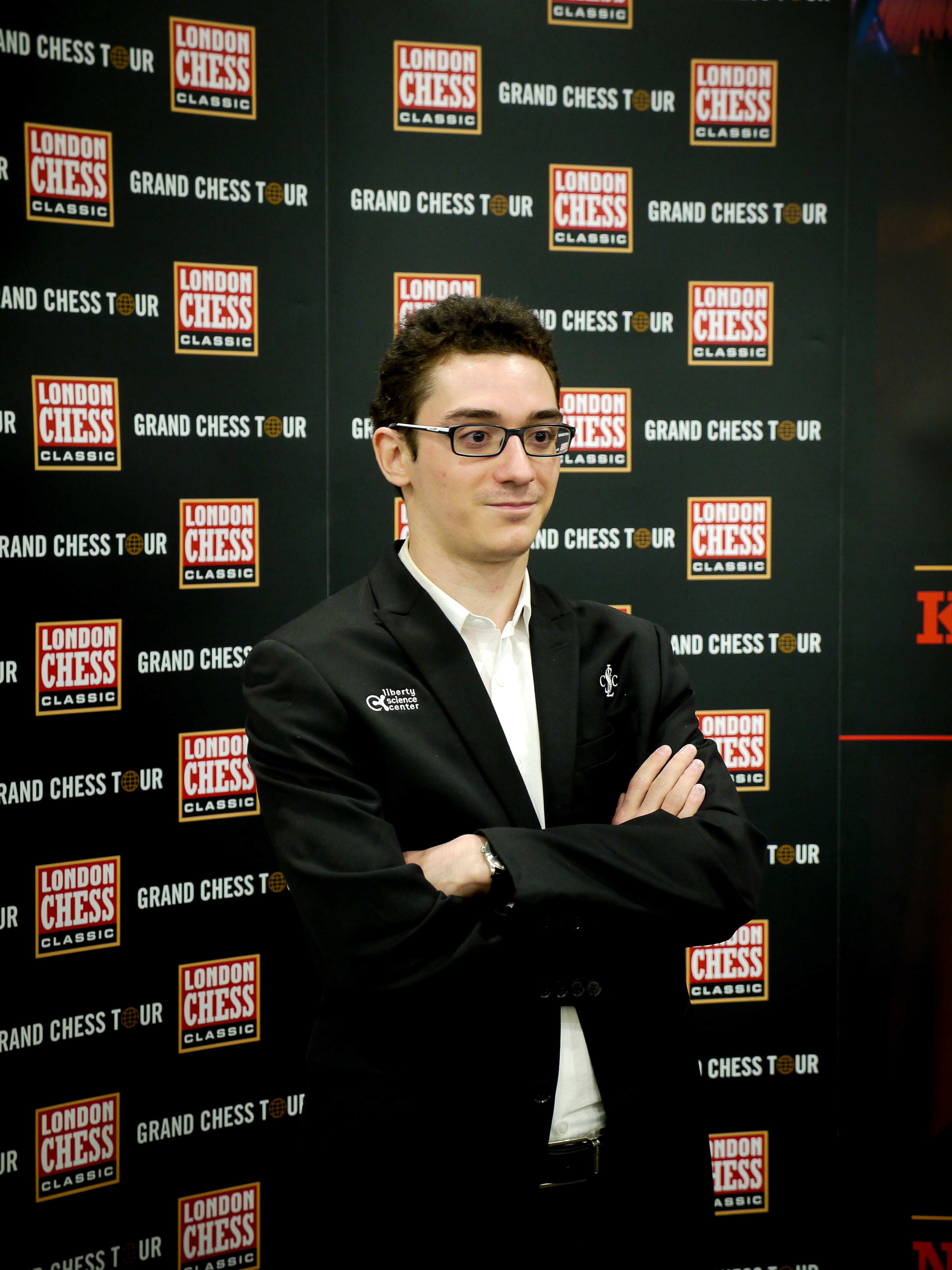
Фабіано Каруана на турнірі «London Chess Classic 2016»

У січні 2016 року, набравши 8 очок з 13 можливих (+5-2=6) посів друге місце (після Магнуса Карлсена) на турнірі 20-ї категорії, що проходив у Вейк-ан-Зеє.
У березні 2016 року з результатом 7½ очок з 14 можливих (+2-1=11) Каруана посів 2 місце на турнірі претендентів, що проходив у Москві.
У квітні 2016 року став чемпіоном США. Набравши 8½ очок з 11 можливих (+6-0=5), Каруана випередив призерів чемпіонату Веслі Со та Хікару Накамуру на 1 очко.
У травні-червні 2016 року з результатом 6 з 9 можливих очок (+4-1=4) посів 2 місце (програв тай-брейку за 1 місце Шахріяру Мамед'ярову з рахунком 1½ на 2½) на турнірі XX категорії «Меморіал В.Гашимова».
У червні 2016 року посів 8 місце на першому етапі Grand Chess Tour, що проходив у Парижі, а також 5 місце на другому етапі Grand Chess Tour, що проходив у Левені.
У липні 2016 року розділив 2-4-те місця на турнірі «Sparkassen Chess Meeting», що проходив у Дортмунді. Його результат 4 з 7 можливих очок (+2-1=4)
У серпні 2016 року, набравши 5 очок з 9 можливих (+1-0=8), Фабіано розділив 2-5-те місця на турнірі «The 2016 Sinquefield Cup» (третій етап Grand Chess Tour), що проходив у Сент-Луїсі.
У вересні 2016 року в складі збірної США став переможцем шахової олімпіади, що проходила в Баку. Набравши 7 з 9 можливих очок (+4-0=6), Каруана посів третє місце серед шахістів, які виступали на 1-й шахівниці.
У жовтні 2016 року посів друге місце на міжнародному турнірі, що проходив на острові Мен. Набравши однакову кількість очок з українцем Павлом Ельяновим по 7½ з 9 можливих очок, Каруана поступився останньому за додатковими показниками.
У грудні 2015 року з результатом 5½ з 9 очок (+2-0=7) посів 2 місце на турнірі 22 категорії «London Chess Classic 2016», що дало йому змогу посісти третє місце за підсумками серії турнірів «Grand Chess Tour 2016».

### 2017
У лютому 2017 року з результатом 7 очок з 10 (+5-1=4) посів 13-те місце на турнірі Tradewise Gibraltar Chess Festival 2017, що проходив за швейцарською системою за участі 255 шахістів.
У квітні 2017 року, набравши 6½ очок з 11 можливих (+4-2=5), Каруана розділив 3-5 місця в чемпіонаті США, що відбувався у Сент-Луїсі. А також розділив 2-3 місця з Карлсеном на турнірі «GRENKE Chess Classic», що проходив у Карлсруе та Баден-Бадені, його результат 4 очка з 7 можливих (+2-1=4).
У червні 2017 року набравши 4½ очка з 9 можливих (+1-1=7) розділив 4-6 місця щорічного турніру «Altibox Norway Chess 2017». Крім того, Каруана посів 8 місце за підсумками першого етапу «Grand Chess Tour», що проходив у Парижі з 21 по 25 червня у форматі швидких та блискавичних шахів. У турнірі зі швидких шахів, набравши лише 3 очки з 18 можливих (+0-6=3), Фабіано посів останнє 10-те місце, а у турнірі з блискавичних шахів з результатом 11 з 18 очок (+8-4=6) розділив 2-3 місця.
У серпні 2017 року Фабіано посів 7 місце на турнірі «The 2017 Sinquefield Cup», що проходив у Сент-Луїсі. Його результат — 4 очки з 9 можливих (+1-2=6).
У вересні 2017 року дійшов до 1/16 фіналу на кубку світу ФІДЕ, де тай-брейку поступився російському шахісту Євгену Наєру з рахунком 1½ на 2½ очка.
На початку жовтня 2017 року з результатом 6½ очок з 9 можливих (+5-1=3) розділив 4-12 місця на міжнародному турнірі, що проходив на острові Мен.
У грудні 2017 року Фабіано Каруана став переможцем турніру «London Chess Classic 2017». Набравши однакову кількість очок з Яном Непомнящим по 6, Фабіано переміг останнього на тай-брейку з рахунком 2½ — 1½. Завдяки цій перемозі Каруана зумів піднятися на 5-те місце в підсумковому заліку серії турнірів «Grand Chess Tour 2017».

### 2018

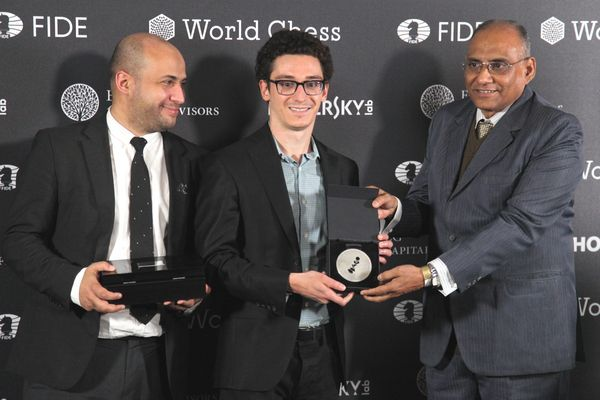
Фабіано Каруана — переможець «Турніру претендентів»

У січні 2018 року з результатом 5 очок з 13 (+1-4=8) розділив 10-12 місця на турнірі XX категорії, що проходив у Вейк-ан-Зеє.
У березні 2018 року Фабіано Каруана взяв участь у «Турнірі претендентів», переможець якого отримував право зіграти в «Матчі за звання чемпіона світу із шахів» проти чинного володаря титулу Магнуса Карлсена. Набравши 9 очок з 14 можливих (+5-1=8), Каруана став переможцем турніру та офіційним претендентом на шахову корону.
У квітні 2018 року, набравши 6½ з 9 очок (+4-0=5), Каруана став переможцем турніру «Grenke Chess Classic» (Карлсруе, Баден-Баден), а також, з результатом 8 очок з 11 можливих (+6-1=4) посів 2-ге місце на чемпіонаті США, що проходив у Сент-Луїсі.
У червні 2018 року Каруана став переможцем турніру 22 категорії «Altibox Norway Chess 2018», його результат 5 очок з 8 можливих (+3-1=4), турнірний перфоманс — 2882 очка.
У серпні 2018 року з результатом 5½ з 9 очок (+2-0=7) розділив 1-3 місця на турнірі «The 2018 Sinquefield Cup», що проходив у Сент-Луїсі.
У жовтні 2018 року в складі збірної США завоював срібні нагороди шахової олімпіади, що проходила в Батумі. Набравши 7 з 9 можливих очок (+4-0=6), Каруана посів друге місце серед шахістів, які виступали на 1-й шахівниці.
У листопаді 2018 року не зміг стати чемпіоном світу з шахів, програвши матч за світову корону чинному чемпіону Магнусу Карлсену. Доля матчу, що закінчився в Нью-Йорку (США), вирішилася на тайбрейку. Після 12 класичних партій (всі нічиї) зберігався паритет. Карлсен здобув перемогу на тай-брейку з рахунком 3:0.

### 2019
Наприкінці березня 2019 року з результатом 7½ очок з 11 можливих (+4-0=7) посів 3-тє місце у чемпіонаті США, що проходив у Сент-Луїсі.
У квітні 2019 року посів 2-ге місце на турнірі «Grenke Chess Classic», що проходив у Карлсруе та Баден-Бадені. Його результат 6 з 9 можливих очок (+3-0=6).
У червні 2019 року разом з Веслі Со розділив 4-5 місця на турнірі XXI категорії Altibox Norway Chess 2019, що проходив у Ставангері.
У серпні 2019 року з результатом 5½ з 11 очок (+1-1=9) Каруана розділив 5-8-мі місця на турнірі XXII категорії «The 2019 Sinquefield Cup», що проходив у Сент-Луїсі.
У жовтні 2019 року Каруана посів 2-ге місце на турнірі «Grand Swiss ФІДЕ 2019», що проходив на острові Мен.
У листопаді 2019 року посів останнє 10 місце на шостому етапі Grand Chess Tour 2019, що проходив у форматі швидких та блискавичних шахів.

### 2020
У січні Фабіано Каруана вперше став переможцем турніру «Tata Steel Chess Tournament», що проходив у Вейк-ан-Зеє. Набравши 10 очок з 13 можливих (+7-0=6), Каруана на 2 очки випередив найближчого переслідувача Магнуса Карлсена, а його турнірний перфоменс склав 2945 очок. Зайняв четверте місце на Турнірі претендентів 2020 (+3=9-2).

### 2021
Друге місце у турнірі Grand Swiss ФІДЕ 2021 кваліфікувало Каруану в Турнір претендентів 2022.

## Турнірні результати
| Рік  | Місто                 | Турнір                                                          | Категорія          | +   | −   | =       | Результат      | Місце   |
| ---- | --------------------- | --------------------------------------------------------------- | ------------------ | --- | --- | ------- | -------------- | ------- |
| 2007 |                       | 67-й чемпіонат Італії                                           |                    |     |     |         | 9½ з 11        | Gold    |
| 2008 | Мартіна-Франка        | 68-й чемпіонат Італії                                           | VIII               | 7   | 2   | 2       | 8 з 11         | Gold    |
| 2009 | Вейк-ан-Зеє           | 71-й міжнародний турнір «Б»                                     | XVI                | 6   | 2   | 5       | 8½ з 13        | Gold    |
|      | Будва                 | 10-й чемпіонат Європи                                           |                    | 4   | 3   | 4       | 6 з 11         | 121     |
|      | Біль                  | 42-й міжнародний турнір                                         | XIX                | 1   | 3   | 6       | 4 з 10         | 6       |
|      | Амстердам             | 3-й міжнародний турнір                                          | XVII               | 1   | 1   | 8       | 5 з 10         | 5 — 6   |
|      | Ханти-Мансійськ       | Кубок світу ФІДЕ                                                |                    | 1   | 0   | 7       | 5 з 10         | 1/8     |
| 2010 | Реджо-Емілія          | 52-й міжнародний турнір                                         | XV                 | 3   | 1   | 5       | 5½ з 9         | Bronze  |
|      | Вейк-ан-Зеє           | 72-й міжнародний турнір                                         | XIX                | 1   | 3   | 9       | 5½ з 13        | 10      |
|      | Рієка                 | 11-й чемпіонат Європи                                           |                    | 4   | 3   | 4       | 6 з 11         | 124     |
|      | Кур                   | Кубок Мітропи                                                   |                    | 5   | 0   | 3       | 6½ з 8         | Gold    |
|      | Біль                  | 43-й міжнародний турнір                                         | XVII               | 2   | 0   | 7       | 5½ з 9         | Gold    |
|      | Амстердам             | 4-й міжнародний турнір                                          | XVIII              | 2   | 2   | 6       | 5 з 10         | 5       |
|      | Сієна                 | 70-й чемпіонат Італії                                           | Х                  | 7   | 0   | 4       | 9 з 11         | Gold    |
| 2011 | Реджо-Емілія          | 53-й міжнародний турнір                                         | XVIII              | 1   | 1   | 7       | 4½ з 9         | 6 — 7   |
|      | Гібралтар             | 10-й міжнародний турнір                                         |                    | 6   | 2   | 2       | 7 з 10         | 7 — 16  |
|      | Екс-ле-Бен            | 12-й чемпіонат Європи                                           |                    | 4   | 2   | 5       | 6½ з 11        | 102     |
|      | Нью-Делі              | міжнародний турнір                                              | XVII               | 5   | 1   | 4       | 7 з 10         | Gold    |
|      | Біль                  | 44-й міжнародний турнір                                         | XIX                | 2   | 4   | 4       | 4 з 10         | 5       |
|      | Ханти-Мансійськ       | Кубок світу ФІДЕ                                                |                    | 2   | 0   | 4       | 4 з 6          | 1/16    |
|      | Пойковський           | 12-й міжнародний турнір ім. А.Карпова                           | XIX                | 2   | 1   | 6       | 5 з 9          | Bronze  |
|      | Перуджа               | 71-й чемпіонат Італії                                           | IX                 | 9   | 0   | 2       | 10 з 11        | Gold    |
| 2012 | Реджо-Емілія          | 54-й міжнародний турнір                                         | XX                 | 4   | 3   | 3       | 15 з 30        | 4       |
|      | Вейк-ан-Зеє           | 74-й міжнародний турнір                                         | XXI                | 4   | 1   | 8       | 8 з 13         | — 4     |
|      | Москва                | 11-й турнір «Аерофлот опен»                                     |                    | 5   | 2   | 2       | 6 з 9          | 4 — 8   |
|      | Пловдив               | 13-й чемпіонат Європи                                           |                    | 4   | 1   | 6       | 7 з 11         | 38      |
|      | Рейк'явік             | 27-й міжнародний опен-турнір                                    |                    | 6   | 0   | 3       | 7½ з 9         | Gold    |
|      | Мальме                | 20-й міжнародний турнір                                         | XVI                | 3   | 0   | 4       | 5½ з 7         | Gold    |
|      | Москва                | 7-й меморіал Таля                                               | XXI                | 3   | 2   | 4       | 5 з 9          | — 3     |
|      | Дортмунд              | 40-й міжнародний турнір                                         | XIX                | 4   | 1   | 4       | 6 з 9          | — 2     |
|      | Сан-Паулу / Більбао   | Фінал серії «Grand Slam»                                        | XXI                | 4   | 1   | 5       | 17 з 30        | Silver  |
|      | Ташкент               | 2-й етап гран-прі ФІДЕ                                          | XX                 | 3   | 2   | 6       | 6 з 11         | 4 — 6   |
| 2013 | Вейк-ан-Зеє           | 75-й міжнародний турнір                                         | XX                 | 2   | 5   | 6       | 5 з 13         | 12      |
|      | Баден-Баден           | 1-й міжнародний турнір                                          | XIX                | 3   | 1   | 6       | 6 з 10         | Silver  |
|      | Цюрих                 | «Zurich Chess Challenge»                                        | XXI                | 2   | 0   | 4       | 4 з 6          | Gold    |
|      | Цуг                   | 3-й етап гран-прі ФІДЕ                                          | XXI                | 3   | 2   | 6       | 6 з 11         | — 4     |
|      | Салоніки              | 4-й етап гран-прі ФІДЕ                                          | XXI                | 5   | 1   | 5       | 7½ з 11        | — 3     |
|      | Москва                | 8-й меморіал Таля                                               | XXI                | 3   | 2   | 4       | 5 з 9          | — 5     |
|      | Дортмунд              | 41-й міжнародний турнір                                         | XIX                | 2   | 3   | 4       | 4 з 9          | 5 — 8   |
|      | Тромсе                | Кубок світу ФІДЕ                                                |                    | 4   | 0   | 6       | 7 з 10         | 1/4     |
|      | Париж                 | 6-й етап гран-прі ФІДЕ                                          | XX                 | 4   | 1   | 6       | 7 з 11         | — 2     |
|      | Бухарест              | 7-й «Kings Tournament»                                          | XX                 | 3   | 1   | 4       | 5 з 9          | Gold    |
|      | Лондон                | London Chess Classic 2013 (швидкі шахи)                         |                    | 5   | 2   | 3       | 6½ з 10        | 1/4     |
| 2014 | Вейк-ан-Зеє           | 76-й міжнародний турнір                                         | XX                 | 4   | 3   | 4       | 6 з 11         | 4 — 6   |
|      | Цюрих                 | «Zurich Chess Challenge»                                        | XXIII              | 4   | 2   | 4       | 9 з 15         | — 3     |
|      | Шамкір                | 1-й меморіал В.Гашимова                                         | XXI                | 3   | 2   | 5       | 5½ з 10        | Silver  |
|      | Ставангер             | 2-й міжнародний турнір                                          | XXI                | 2   | 2   | 5       | 4½ з 9         | 4 — 5   |
|      | Дубай                 | Чемпіонат світу з швидких шахів                                 |                    | 8   | 2   | 5       | 10½ з 15       | Bronze  |
|      | Дубай                 | Чемпіонат світу з блискавичних шахів                            |                    | 10  | 8   | 3       | 11½ з 21       | 35 — 41 |
|      | Сент-Луїс             | «The 2014 Sinquefield Cup»                                      | XXIII              | 7   | 0   | 3       | 8½ з 10        | Gold    |
|      | Баку                  | 1-й етап гран-прі ФІДЕ 2014/15                                  | XXI                | 4   | 2   | 5       | 6½ з 11        | —2      |
|      | Ташкент               | 2-й етап гран-прі ФІДЕ 2014/15                                  | XXI                | 2   | 1   | 8       | 6 з 11         | 4 — 7   |
|      | Лондон                | «London Chess Classic» (швидкі шахи)                            |                    | 7   | 1   | 2       | 8 з 10         | Bronze  |
|      | Лондон                | «London Chess Classic» (бліц))                                  |                    | 3   | 7   | 0       | 9 з 30         | 6       |
|      | Лондон                | «London Chess Classic»                                          | XXI                | 0   | 1   | 4       | 4 з 15         | 6       |
| 2015 | Вейк-ан-Зеє           | 77-й міжнародний турнір                                         | XX                 | 4   | 3   | 6       | 7 з 13         | 7       |
|      | Баден-Баден           | 3-й міжнародний турнір                                          | XX                 | 1   | 0   | 6       | 4 з 7          | 4       |
|      | Цюрих                 | «Zurich Chess Challenge»                                        | XXII               | 1   | 4   | 5       | 5½ з 15        | 6       |
|      | Шамкір                | 2-й меморіал В.Гашимова                                         | XXI                | 2   | 1   | 6       | 5 з 9          | 4       |
|      | Ханти-Мансійськ       | 4-й етап гран-прі ФІДЕ 2014/15                                  | XXI                | 3   | 1   | 7       | 6½ з 11        | —3      |
|      | Ставангер             | 3-й міжнародний турнір                                          | XXI                | 1   | 2   | 6       | 4 з 9          | 5 — 6   |
|      | Дортмунд              | 43-й міжнародний турнір                                         | XIX                | 5   | 1   | 1       | 5½ з 7         | Gold    |
|      | Сент-Луїс             | «The 2015 Sinquefield Cup»                                      | XXI                | 1   | 3   | 5       | 3½ з 9         | 8       |
|      | Баку                  | Кубок світу ФІДЕ                                                |                    | 4   | 1   | 3       | 5½ з 8         | 1/8     |
|      | Лас-Вегас             | Millionaire Chess                                               |                    | 5   | 0   | 4       | 7 з 9          | 5 — 9   |
|      | Лондон                | London Chess Classic                                            | XXI                | 0   | 0   | 9       | 4½ з 9         | 5       |
| 2016 | Вейк-ан-Зеє           | 78-й міжнародний турнір                                         | XX                 | 5   | 2   | 6       | 8 з 13         | Silver  |
|      | Москва                | Турнір претендентів                                             | XXII               | 2   | 1   | 11      | 7½ з 14        | Silver  |
|      | Сент-Луїс             | Чемпіонат США                                                   | XVII               | 6   | 0   | 5       | 8½ з 11        | Gold    |
|      | Шамкір                | 3-й меморіал В.Гашимова                                         | XX                 | 4   | 1   | 4       | 6 з 9          | Silver  |
|      | Париж                 | перший етап «Grand Chess Tour 2016» (рапід)                     |                    | 1   | 6   | 2       | 4 з 18         | 9 — 10  |
|      | Париж                 | перший етап «Grand Chess Tour 2016» (бліц)                      |                    | 9   | 7   | 2       | 10 з 18        | 4 — 5   |
|      | Левен                 | другий етап «Grand Chess Tour 2016» (рапід)                     |                    | 3   | 3   | 3       | 9 з 18         | 5       |
|      | Левен                 | другий етап «Grand Chess Tour 2016» (бліц)                      |                    | 6   | 7   | 5       | 8½ з 18        | 8       |
|      | Дортмунд              | 44-й міжнародний турнір                                         | XX                 | 2   | 1   | 4       | 4 з 7          | — 4     |
|      | Острів Мен            | міжнародний турнір                                              |                    | 6   | 0   | 3       | 7½ з 9         | Silver  |
|      | Сент-Луїс             | «The 2016 Sinquefield Cup»                                      | XXI                | 1   | 0   | 8       | 5 з 9          | — 5     |
|      | Лондон                | London Chess Classic                                            | XXI                | 2   | 0   | 7       | 5½ з 9         | Silver  |
| 2017 | Гібралтар             | 16-й міжнародний турнір                                         |                    | 5   | 1   | 4       | 7 з 10         | 13      |
|      | Сент-Луїс             | Чемпіонат США                                                   | XVIII              | 4   | 2   | 5       | 6½ з 11        | — 5     |
|      | Карлсруе, Баден-Баден | «GRENKE Chess Classic»                                          | XX                 | 2   | 1   | 4       | 4 з 7          | — 3     |
|      | Ставангер             | 5-й міжнародний турнір                                          | XXI                | 1   | 1   | 7       | 4½ з 9         | 4 — 6   |
|      | Париж                 | перший етап «Grand Chess Tour 2017» (рапід)                     |                    | 0   | 7   | 3       | 3 з 18         | 10      |
|      | Париж                 | перший етап «Grand Chess Tour 2017» (бліц)                      |                    | 8   | 4   | 6       | 11 з 18        | — 3     |
|      | Сент-Луїс             | «The 2017 Sinquefield Cup»                                      | XXI                | 1   | 2   | 6       | 4 з 9          | 7       |
|      | Тбілісі               | Кубок світу ФІДЕ                                                |                    | 2   | 0   | 4       | 4 з 6          | 1/16    |
|      | Острів Мен            | міжнародний опен-турнір                                         |                    | 5   | 1   | 3       | 5½ з 9         | 4 — 12  |
|      | Лондон                | London Chess Classic                                            | XXI                | 3   | 0   | 6       | 6 з 9          | Gold    |
| 2018 | Вейк-ан-Зеє           | 80-й міжнародний турнір                                         | XX                 | 1   | 4   | 8       | 5 з 13         | 10 — 12 |
|      | Берлін                | Турнір претендентів                                             | XXII               | 5   | 1   | 8       | 9 з 14         | Gold    |
|      | Карлсруе, Баден-Баден | «GRENKE Chess Classic»                                          | XX                 | 4   | 0   | 5       | 6½ з 9         | Gold    |
|      | Сент-Луїс             | Чемпіонат США                                                   | XVII               | 6   | 1   | 4       | 8 з 11         | Silver  |
|      | Ставангер             | 6-й міжнародний турнір                                          | XXI                | 3   | 1   | 4       | 5 з 8          | Gold    |
|      | Сент-Луїс             | «The 2018 Sinquefield Cup»                                      | XXI                | 2   | 0   | 7       | 5½ з 9         | — 3     |
|      | Нью-Йорк              | Матч за звання чемпіона світу проти Магнуса Карлсена            | класика            | 0   | 0   | 12      | 6 з 12         | нічия   |
|      | Нью-Йорк              | Матч за звання чемпіона світу проти Магнуса Карлсена            | рапід              | 1   | 3   | 0       | 1 з 4          | програш |
|      | Лондон                | London Chess Classic (проти Накамури)                           | півфінал           | 1   | 4   | 3       | 10 : 18        |         |
|      | Лондон                | London Chess Classic (проти Ароняна)                            | матч за 3-тє місце | 3   | 2   | 3       | 16 : 12        | Bronze  |
| 2019 | Сент-Луїс             | Чемпіонат США                                                   | XVIII              | 4   | 0   | 7       | 7½ з 11        | Bronze  |
|      | Карлсруе, Баден-Баден | Grenke Chess Classic 2019                                       | XIX                | 3   | 0   | 6       | 6 з 9          | Silver  |
|      | Ставангер             | 7-й міжнародний турнір «Altibox Norway Chess 2019»              | XXI                | 2   | 1   | 6 (3-3) | 10 з 18        | 4 — 5   |
|      | Загреб                | «Croatia Grand Chess Tour» (2-й етап Grand Chess Tour 2019)     | XXII               | 2   | 1   | 8       | 6 з 11         | — 4     |
|      | Париж                 | 2019 Paris Rapid & Blitz (3-й етап Grand Chess Tour 2019)       | рапід бліц         | 3 9 | 3 7 | 3 2     | 9 з 18 10 з 18 | 6       |
|      | Сент-Луїс             | 2019 Saint Louis Rapid & Blitz (4-й етап Grand Chess Tour 2019) | рапід бліц         | 2 5 | 3 9 | 4       | 8 з 18 7 з 18  | 8       |
|      | Сент-Луїс             | «The 2019 Sinquefield Cup» (5-й етап Grand Chess Tour 2019)     | XXII               | 1   | 1   | 9       | 5½ з 11        | 5 — 8   |
|      | Острів Мен            | Турнір Grand Swiss ФІДЕ 2019                                    | швейцарка          | 5   | 0   | 6       | 8 з 11         | Gold    |
|      | Норвегія              | Чемпіонат світу із шахів 960 (шахи Фішера)                      |                    |     |     |         |                | 4       |
|      | Бухарест              | Superbet Rapid & Blitz (6-й етап Grand Chess Tour 2019)         | рапід бліц         | 3   | 4 9 | 2 6     | 8 з 18 6 з 18  | 10      |
| 2020 | Вейк-ан-Зеє           | 82-й міжнародний турнір                                         | XX                 | 7   | 0   | 6       | 10 з 14        | Gold    |
|      | Єкатеринбург          | Турнір претендентів                                             | XXI                | 1   | 1   | 5       | з 14           | —       |

## Результати виступів у складі збірних Італії та США
Фабіано Каруана за період 2007—2014 рр. зіграв за збірну Італії у восьми командних турнірах, зокрема на шахових олімпіадах — 4 рази, командних чемпіонатах Європи — 4 рази.
Найвищі досягнення — 11 місце на чемпіонаті Європи 2011 року та 15 місце на шаховій олімпіаді 2012 року. Найкращий особистий результат — 4 місця на чемпіонатах Європи 2009 та 2013 років.

Загалом у складі збірної Італії Фабіано Каруана зіграв 72 партії, у яких набрав 46½ очок (+31=31-10), що становить 64,6 % від числа можливих очок.
У 2016 році Каруана вперше зігравши за збірну США, одразу став переможцем шахової олімпіади, показавши при цьому третій особистий результат на першій шахівниці.
Загалом у складі збірної США Каруана зіграв 20 партій, у яких набрав 14 очок (+8=12-0), що становить 70 % від числа можливих очок.
| Рік  | Турнір                 | Місто           | Збірна | Шахів- ниця | Рейтинг | + | = | − | Результат | % очок | Турнірний рейтинг | Командне місце | Особисте місце |
| ---- | ---------------------- | --------------- | ------ | ----------- | ------- | - | - | - | --------- | ------ | ----------------- | -------------- | -------------- |
| 2007 | 16-й чемпіонат Європи  | Іракліон        | Італія | 2           | 2594    | 1 | 6 | 1 | 4 з 8     | 50,0   | 2566              | 29             | 16             |
| 2008 | 38-а шахова олімпіада  | Дрезден         | Італія | 1           | 2640    | 7 | 1 | 3 | 7½ з 11   | 68,2   | 2696              | 41             | 22             |
| 2009 | 17-й чемпіонат Європи  | Новий Сад       | Італія | 1           | 2662    | 4 | 3 | 1 | 5½ з 8    | 68,8   | 2751              | 32             | 4              |
| 2010 | 39-а шахова олімпіада  | Ханти-Мансійськ | Італія | 1           | 2700    | 2 | 7 | 1 | 5½ з 10   | 55,0   | 2708              | 21             | 17             |
| 2011 | 18-й чемпіонат Європи  | Порто-Каррас    | Італія | 1           | 2727    | 3 | 4 | 1 | 5 з 8     | 62,5   | 2705              | 11             | 14             |
| 2012 | 40-а шахова олімпіада  | Стамбул         | Італія | 1           | 2773    | 5 | 3 | 1 | 6½ з 9    | 72,2   | 2722              | 15             | 13             |
| 2013 | 19-й чемпіонат Європи  | Варшава         | Італія | 1           | 2782    | 4 | 4 | 1 | 6 з 9     | 66,7   | 2774              | 12             | 4              |
| 2014 | 41-а шахова олімпіада  | Тромсе          | Італія | 1           | 2801    | 5 | 3 | 1 | 6½ з 9    | 72,2   | 2776              | 52             | 9              |
| 2016 | 42-а шахова олімпіада  | Тромсе          | США    | 1           | 2808    | 4 | 6 | 0 | 7 з 10    | 70,0   | 2838              | Gold           | Bronze         |
| 2018 | 43-тя шахова олімпіада | Тромсе          | США    | 1           | 2827    | 4 | 6 | 0 | 7 з 10    | 70,0   | 2859              | Silver         | Silver         |

## Динаміка зміни рейтингу серед 100 найкращих шахістів
| Дата          | Рейтинг | К-ть партій | Зміна | Місце в рейтингу | Вік                  |
| Жовтень 2008  | 2640    | 10          |       | 87               | 16 років, 2 місяці   |
| Січень 2009   | 2646    | 22          | +6    | 84               | 16 років, 5 місяців  |
| Квітень 2009  | 2649    | 31          | +3    | 78               | 16 років, 8 місяців  |
| Липень 2009   | 2670    | 25          | +21   | 59               | 16 років, 11 місяців |
| Вересень 2009 | 2662    | 17          | -8    | 71               | 17 років, 1 місяць   |
| Листопад 2009 | 2652    | 21          | -10   | 81               | 17 років, 3 місяці   |
| Січень 2010   | 2675    | 18          | +22   | 51               | 17 років, 5 місяців  |
| Березень 2010 | 2680    | 22          | +5    | 52               | 17 років, 7 місяців  |
| Травень 2010  | 2675    | 21          | -5    | 57               | 17 років, 9 місяців  |
| Липень 2010   | 2697    | 21          | +22   | 39               | 17 років, 11 місяців |
| Вересень 2010 | 2700    | 19          | +3    | 37               | 18 років, 1 місяць   |
| Листопад 2010 | 2709    | 19          | +9    | 31               | 18 років, 3 місяці   |
| Січень 2011   | 2721    | 18          | +12   | 25               | 18 років, 5 місяців  |
| Березень 2011 | 2716    | 19          | -5    | 28               | 18 років, 7 місяців  |
| Травень 2011  | 2714    | 21          | -2    | 28               | 18 років, 9 місяців  |
| Липень 2011   | 2711    | 9           | -3    | 32               | 18 років, 11 місяців |
| Вересень 2011 | 2712    | 20          | +1    | 32               | 19 років, 1 місяць   |
| Листопад 2011 | 2727    | 27          | +15   | 23               | 19 років, 3 місяці   |
| Січень 2012   | 2736    | 19          | +8    | 17               | 19 років, 5 місяців  |
| Березень 2012 | 2767    | 32          | +31   | 7                | 19 років, 7 місяців  |
| Травень 2012  | 2770    | 26          | +3    | 8                | 19 років, 9 місяців  |
| Липень 2012   | 2775    | 22          | +5    | 8                | 19 років, 11 місяців |
| Серпень 2012  | 2773    | 15          | -2    | 8                | 20 років             |
| Вересень 2012 | 2773    | 0           | 0     | 8                | 20 років, 1 місяць   |
| Жовтень 2012  | 2772    | 9           | 1     | 8                | 20 років, 2 місяці   |
| Листопад 2012 | 2786    | 15          | +14   | 5                | 20 років, 3 місяці   |
| Грудень 2012  | 2782    | 6           | -4    | 5                | 20 років, 4 місяці   |
| Січень 2013   | 2781    | 11          | -4    | 5                | 20 років, 5 місяців  |
| Лютий 2013    | 2757    | 13          | -24   | 13               | 20 років, 6 місяців  |
| Березень 2013 | 2760    | 10          | +3    | 11               | 20 років, 7 місяців  |
| Квітень 2013  | 2772    | 6           | +12   | 7                | 20 років, 8 місяців  |
| Травень 2013  | 2774    | 18          | +2    | 8                | 20 років, 9 місяців  |
| Червень 2013  | 2774    | 0           | 0     | 9                | 20 років, 10 місяців |
| Липень 2013   | 2796    | 20          | +22   | 3                | 20 років, 11 місяців |
| Серпень 2013  | 2796    | 0           | 0     | 3                | 21 рік               |
| Вересень 2013 | 2779    | 9           | -17   | 5                | 21 рік, 1 місяць     |
| Жовтень 2013  | 2779    | 10          | 0     | 6                | 21 рік, 2 місяці     |
| Листопад 2013 | 2782    | 25          | +3    | 6                | 21 рік, 3 місяці     |
| Грудень 2013  | 2782    | 9           | 0     | 7                | 21 рік, 4 місяці     |
| Січень 2014   | 2782    | 0           | 0     | 6                | 21 рік, 5 місяців    |
| Лютий 2014    | 2781    | 11          | -1    | 5                | 21 рік, 6 місяців    |
| Березень 2014 | 2783    | 5           | +2    | 5                | 21 рік, 7 місяців    |
| Квітень 2014  | 2783    | 0           | 0     | 5                | 21 рік, 8 місяців    |
| Травень 2014  | 2783    | 0           | 0     | 5                | 21 рік, 9 місяців    |
| Червень 2014  | 2791    | 13          | +8    | 4                | 21 рік, 10 місяців   |
| Липень 2014   | 2789    | 9           | -2    | 4                | 21 рік, 11 місяців   |
| Серпень 2014  | 2801    | 7           | +12   | 3                | 22 роки              |
| Вересень 2014 | 2801    | 9           | 0     | 3                | 22 роки, 1 місяць    |
| Жовтень 2014  | 2844    | 16          | +43   | 2                | 22 роки, 2 місяці    |
| Листопад 2014 | 2839    | 11          | -5    | 2                | 22 роки, 3 місяці    |
| Грудень 2014  | 2829    | 11          | -10   | 2                | 22 роки, 4 місяці    |
| Січень 2015   | 2820    | 5           | -9    | 2                | 22 роки, 5 місяців   |
| Лютий 2015    | 2811    | 13          | -9    | 2                | 22 роки, 6 місяців   |
| Березень 2015 | 2802    | 12          | -9    | 2                | 22 роки, 7 місяців   |
| Квітень 2015  | 2802    | 0           | 0     | 2                | 22 роки, 8 місяців   |
| Травень 2015  | 2803    | 9           | +1    | 2                | 22 роки, 9 місяців   |
| Червень 2015  | 2805    | 11          | +2    | 2                | 22 роки, 10 місяців  |
| Липень 2015   | 2797    | 9           | -8    | 5                | 22 роки, 11 місяців  |
| Серпень 2015  | 2808    | 7           | +11   | 5                | 23 роки              |
| Вересень 2015 | 2808    | 0           | 0     | 5                | 23 роки, 1 місяць    |
| Жовтень 2015  | 2796    | 9           | -12   | 6                | 23 роки, 2 місяці    |
| Листопад 2015 | 2787    | 23          | -9    | 6                | 23 роки, 3 місяці    |
| Грудень 2015  | 2787    | 0           | 0     | 7                | 23 роки, 4 місяці    |
| Січень 2016   | 2787    | 9           | 0     | 5                | 23 роки, 5 місяців   |
| Лютий 2016    | 2787    | 0           | 0     | 5                | 23 роки, 6 місяців   |
| Березень 2016 | 2794    | 13          | +7    | 3                | 23 роки, 7 місяців   |
| Квітень 2016  | 2795    | 14          | +1    | 3                | 23 роки, 8 місяців   |
| Травень 2016  | 2804    | 11          | +9    | 2                | 23 роки, 9 місяців   |
| Червень 2016  | 2804    | 0           | 0     | 3                | 23 роки, 10 місяців  |
| Липень 2016   | 2810    | 9           | +6    | 3                | 23 роки, 11 місяців  |
| Серпень 2016  | 2807    | 7           | -3    | 4                | 24 роки              |
| Вересень 2016 | 2808    | 9           | +1    | 3                | 24 роки, 1 місяць    |
| Жовтень 2016  | 2813    | 10          | +5    | 3                | 24 роки, 2 місяці    |
| Листопад 2016 | 2823    | 9           | +10   | 2                | 24 роки, 3 місяці    |
| Грудень 2016  | 2823    | 0           | 0     | 2                | 24 роки, 4 місяці    |
| Січень 2017   | 2827    | 11          | +4    | 2                | 24 роки, 5 місяців   |
| Лютий 2017    | 2827    | 0           | 0     | 2                | 24 роки, 6 місяців   |
| Березень 2017 | 2817    | 10          | -10   | 3                | 24 роки, 7 місяців   |
| Квітень 2017  | 2817    | 0           | 0     | 3                | 24 роки, 8 місяців   |
| Травень 2017  | 2802    | 18          | -15   | 4                | 24 роки, 9 місяців   |
| Червень 2017  | 2808    | 2           | +6    | 4                | 24 роки, 10 місяців  |
| Липень 2017   | 2807    | 9           | -1    | 5                | 24 роки, 11 місяців  |
| Серпень 2017  | 2807    | 0           | 0     | 3                | 25 років             |
| Вересень 2017 | 2799    | 9           | -8    | 5                | 25 років 1 місяць    |
| Жовтень 2017  | 2794    | 6           | -5    | 4                | 25 років 2 місяці    |
| Листопад 2017 | 2799    | 9           | +5    | 3                | 25 років 3 місяці    |
| Грудень 2017  | 2799    | 0           | 0     | 4                | 25 років 4 місяці    |
| Січень 2018   | 2811    | 9           | +12   | 2                | 25 років 5 місяців   |
| Лютий 2018    | 2784    | 13          | -27   | 7                | 25 років 6 місяців   |
| Березень 2018 | 2784    | 0           | 0     | 8                | 25 років 7 місяців   |
| Квітень 2018  | 2804    | 14          | +20   | 3                | 25 років 8 місяців   |
| Травень 2018  | 2818    | 9           | +14   | 2                | 25 років 9 місяців   |
| Червень 2018  | 2816    | 1           | -2    | 2                | 25 років 10 місяців  |
| Липень 2018   | 2822    | 8           | +6    | 2                | 25 років 11 місяців  |
| Серпень 2018  | 2822    | 0           | 0     | 2                | 26 років             |
| Вересень 2018 | 2827    | 9           | +5    | 2                | 26 років 1 місяць    |
| Жовтень 2018  | 2827    | 0           | 0     | 2                | 26 років 2 місяці    |
| Листопад 2018 | 2832    | 10          | +5    | 2                | 26 років 3 місяці    |
| Грудень 2018  | 2832    | 12          | 0     | 2                | 26 років 4 місяці    |
| Січень 2019   | 2828    | 4           | -4    | 2                | 26 років 5 місяців   |
| Лютий 2019    | 2828    | 0           | 0     | 2                | 26 років 6 місяців   |
| Березень 2019 | 2828    | 0           | 0     | 2                | 26 років 7 місяців   |
| Квітень 2019  | 2819    | 3           | -9    | 2                | 26 років 8 місяців   |
| Травень 2019  | 2816    | 11          | -3    | 2                | 26 років 9 місяців   |
| Червень 2019  | 2819    | 11          | +3    | 2                | 26 років 10 місяців  |
| Липень 2019   | 2819    | 9           | 0     | 2                | 26 років 11 місяців  |
| Серпень 2019  | 2818    | 11          | -1    | 2                | 27 років             |
| Вересень 2019 | 2812    | 11          | -6    | 2                | 27 років 1 місяць    |
| Жовтень 2019  | 2812    | 0           | 0     | 2                | 27 років 2 місяці    |
| Листопад 2019 | 2822    | 11          | +10   | 2                | 27 років 3 місяці    |
| Грудень 2019  | 2822    | 0           | 0     | 2                | 27 років 4 місяці    |
| Січень 2020   | 2822    | 0           | 0     | 2                | 27 років 5 місяців   |
| Лютий 2020    | 2842    | 13          | +20   | 2                | 27 років 6 місяців   |
| Березень 2020 | 2842    | 0           | 0     | 2                | 27 років 7 місяців   |
| Квітень 2020  | 2835    | 7           | -7    | 2                | 27 років 8 місяців   |
| Травень 2020  | 2835    | 0           | 0     | 2                | 27 років 9 місяців   |
| Червень 2020  | 2835    | 0           | 0     | 2                | 27 років 10 місяців  |

- жирним, новий пік рейтингу

## Зміни рейтингу
| На цьому місці має відображатися графік чи діаграма, однак з технічних причин його відображення наразі вимкнено. Будь ласка, не видаляйте код, який викликає це повідомлення. Розробники вже працюють для того, щоби відновити штатне функціонування цього графіка або діаграми. | |
| | На цьому місці має відображатися графік чи діаграма, однак з технічних причин його відображення наразі вимкнено. Будь ласка, не видаляйте код, який викликає це повідомлення. Розробники вже працюють для того, щоби відновити штатне функціонування цього графіка або діаграми. |